# Stratagus
Stratagus («Страта́гус») — свободный кроссплатформенный игровой движок для создания стратегий реального времени. Может быть собран под  AmigaOS 4, BSD, Linux, Mac OS X, MorphOS, AROS, Maemo, Windows, и, возможно, другими операционными системами.

## История
15 июня 1998 года Люц Заммер (Lutz Sammer) выпустил первую версию написанного им свободного клона игры Warcraft II для ОС Linux, который назывался ALE Clone. В 1999 он был переименован во Freecraft.
В июне 2003 года Blizzard Entertainment прислала официальное письмо с требованием прекратить проект под угрозой судебного преследования, так как название Freecraft очень похоже на Starcraft и Warcraft, а идеи и компоненты игры, включая графическое оформление, были слишком похожи на Warcraft II. Поэтому Freecraft был официально остановлен 20 июня 2003 года. Однако он не исчез полностью. В 2004 году разработчики возобновили проект под новым названием Stratagus и изменили концепцию: отныне он разделился на универсальный движок Stratagus и конкретные реализации игр на нём. Часть авторов сосредоточилась на том, чтобы приспособить Stratagus для использования с ресурсами игр Blizzard Entertainment — так появился порт оригинального Warcraft II: Tides of Darkness под названием Wargus, за ним последовали подобные порты для других программ. Другие энтузиасты занялись созданием оригинальных полностью свободных игр. Фирма Mohydine Entertainment выпустила коммерческую игру Magnant.
В середине 2007 года разработчики Stratagus остановили написание общего движка и присоединились к наиболее развитой на тот момент оригинальной стратегии, созданной на его базе — Bos Wars. В конце 2010 проект вновь разморожен и перенесён с sourceforge.net на launchpad.net. Хотя последняя стабильная версия датируется августом 2012 г., разработка не остановлена и на сентябрь 2014 года продолжается. Поставлена задача слияния нынешнего движка Stratagus с кодом Bos Wars.
В марте 2015 года вышла новая версия движка 2.3 одновременно с выходом новой версии Wargus 2.3.
В апреле 2020 года вышла новая версия движка версии 2.4.3. Также, присутствует версия 3.0.0 в ветке Master Builds.

## Технические особенности
Базовая часть Stratagus написана на C и C++, для создания сценариев и расширений применяется Lua. Для вывода мультимедийной информации служит библиотека SDL, также используются библиотеки gzip и bzip2.
Движок является полностью двумерным и для отображения спрайтов задействует наборы файлов в формате PNG. Однако для ускорения вывода на экран может (необязательно) использоваться OpenGL.
Системные требования самого движка весьма скромны:  процессор от 300 МГц и выше, ОЗУ 64 мегабайта, любая видеокарта, поддерживающая 16-битный цвет и разрешение 640×480 (для использования OpenGL необходима видеокарта с 32 мегабайтами видеопамяти), необязательно — любая звуковая карта. Некоторые игры могут предъявлять более высокие системные требования.
Поскольку все средства, использованные при создании Stratagus, кроссплатформенные, а код проекта открыт, то существуют сборки движка под десктопные версии Linux, GP2X, Pandora, Maemo, Android, Windows (начиная с Windows 98 и NT 4), Windows Mobile, Mac OS X, BSD, AROS, MorphOS, AmigaOS 4, Haiku. Имеются сведения о портировании и под другие ОС; сами разработчики считают, что движок может быть портирован на «любую POSIX-совместимую операционную систему».

## Игры на базе Stratagus
Энтузиастами создано довольно много свободных игр, основанных на Stratagus, однако они пока не снискали широкой популярности. Причины тому довольно объективны.
Если речь идёт об эмуляторах старых коммерческих игр, то понятно, что на особо широкую аудиторию рассчитывать не приходится — они интересны только ностальгирующим фанатам, и то не всем, а некоторой части.
Если же речь идёт об оригинальных играх, то здесь имеется два фактора. Во-первых, слабая графика: уже к моменту выхода движка использованная в нём спрайтовая технология устарела, игровой мир переходил на 3d-стратегии. Положение усугубляется тем, что создатели игр не имеют высококвалифицированных художников, чтоб хотя бы достаточно качественно отрисовать спрайты, ландшафт и интерфейс. Поэтому вид программ получается достаточно топорный, «самодельный». Во-вторых, малочисленные группы, занимавшиеся созданием игр на Stratagus, как правило, публиковали их в стадии, который для коммерческой игры считался бы альфа-версией, а затем из-за нехватки времени и сил сворачивали разработку, зачастую — навсегда. Уровня развития сюжета и однопользовательского режима, сопоставимого с известными игровыми бестселлерами, за десять лет не достигла ни одна игра.

### Поддерживаемые
- Wargus — эмулирует движок Warcraft, используя ресурсы из официального дистрибутива Warcraft II. Предоставляет возможности, отсутствующие в фирменной близзардовской версии: работает нативно под новейшими версиями Windows и другими операционными системами; позволяет использовать высокие разрешения экрана вместо 640×480; позволяет играть в локальной сети по протоколу TCP/IP, а также через Интернет[8].
- Stargus — порт, аналогичный Wargus, для игры в Starcraft I[9].
- War1gus — порт, аналогичный Wargus, для игры в Warcraft I[10].
- Aleona's Tales — фактически представляет собой развитие бывшего Freecraft под другим названием. Последний отдельный релиз вышел параллельно с релизом движка в 2012 г.[11]. В марте 2015 г. вышел Wargus 2.3, включающий в себя Aleona's Tales.
- Doom Wars — начавшийся еще в 2009 г. проект. В этой стратегии юнитами являются персонажи игры DOOM[12].
- Windgus — порт, аналогичный Wargus, для игры War Wind версий 1 и 2[13].
- Wyrmsun — развивающийся (на 2016 г.) проект с фэнтезийным сюжетом. Автор вдохновляется как историческим европейским фольклором, так и игрой Battle for Wesnoth[14].
- Тёмная Сага, Орки и Люди  - проекты, начатые из Lavaman Games[15],  эмулирующие Warcraft: Orcs and Humans и Warcraft II, но, в отличие от Wargus и War1gus, использует ресурсы PSX версии Warcraft II: The Dark Saga и Warcraft: Orcs and Humans GOG версии. Работает нативно под Windows и Mac OS через эмулятор Winebottler.

### Ветка Bos Wars

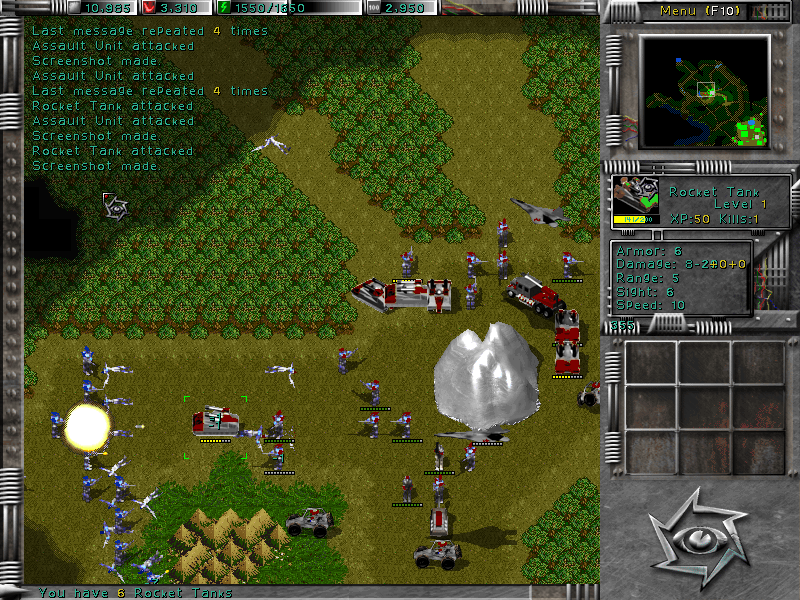
Скриншот Bos Wars (2005 г.)

- Bos Wars (первоначальное название —  Invasion — Battle of Survival) — футуристическая стратегия, отдалённо напоминающая игры типа Command & Conquer. Поскольку кодовая база отделилась от исходного проекта, фактически является форком Stratagus. Одна из наиболее зрелых игр, написанных на основе этого движка, однако тоже не очень развита и прогрессирует медленно. Последний релиз датируется 2013 годом. Bos Wars включают в некоторые популярные дистрибутивы Linux — например, в Ubuntu[16].
- Commander Stalin — сюжет базируется на периоде Второй мировой войны (с некоторыми фантастическими элементами). Автор утверждает, что игра написана на базе именно Bos Wars. Хотя действует официальный сайт программы, причём многоязычный с поддержкой русского языка, но последний релиз относится к 2008 году, то есть игра по сути заброшена[17].

### Заброшенные
В середине 2000-х различные авторы на волне энтузиазма от создания Stratagus анонсировали игры с весьма низкой стадией готовности, а затем забросили разработку. Нижеследующий список представляет лишь исторический интерес.
- Acorn Hunt — игра, где персонажами являются грызуны и хищники. Не была доведена до сколько-нибудь готового состояния.

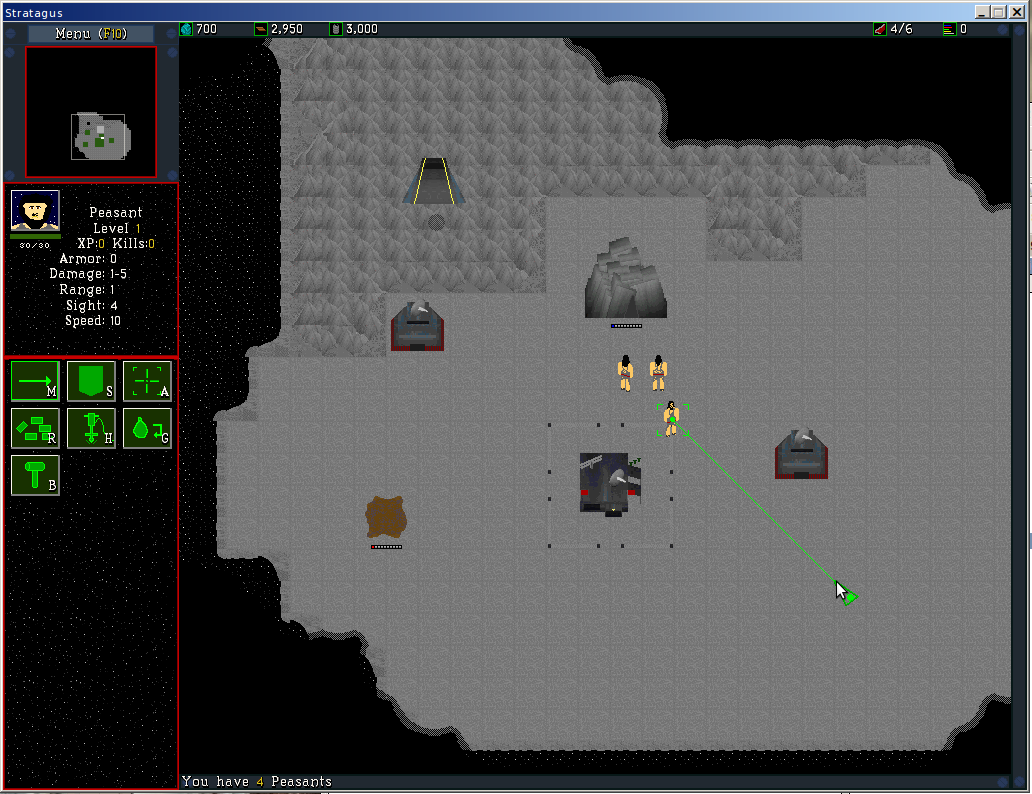
Скриншот Astroseries

- Astroseries — футуристическая стратегия, сюжет основан на межпланетном конфликте. Описание гласило:

Особенности игры:
Задайте врагу перца с 22 различными бойцами, обученными и закалёнными в бою. Кампания из 20 блестящих миссий. Игра против пятнадцати компьютерных или человеческих оппонентов. Сражение на выбор — за хитрых I.U. или могучую империю Нагоран. Битвы в пустыне, снегу, лесу, лугах, на обширных полях сражений и астероидах. Вы даже можете нападать на настоящие планеты в космосе. Редактор карт для создания ваших собственных карт.
Оригинальный текст (англ.)Game features: 
Kick ass with 22 different units, trained and hardened up for combat. 
20 brilliant campaign missions. 
Play against 15 AI or human opponnents. 
Fight for either the cunning I.U or the mighty Nagoran empire. 
Battle on desert, snow, forest, grassy, massive battlefields, and asteroids. You can even launch attacks on actual planets in space. 
Map editor for the creation of your own maps.

При этом графическое оформление представляло смесь из отдельных элементов, скопированных из Warcraft II, и очень слабой собственной работы на уровне 1980-х годов. Разработка заброшена в 2005 г. Сборка под Windows доступна на sourceforge.net.
- Battle for Mandicor — стратегия со средневековым антуражем. Допускала создание очень больших армий. До сих пор упоминается на сайте Stratagus,  доступен исходный код[19][20].
- Deans of Dishonesty — игрок, выступая в качестве декана университета, должен перегрузить сотрудников других учреждений работой, чтоб они отказались от неё и правительственные средства были перераспределены в пользу университета. Не была доведена до сколько-нибудь готового состояния.
- GnomeGnation — сказочная стратегия в стиле аниме. Не была доведена до сколько-нибудь готового состояния.
- Kingdom of Beasts — средневековая стратегия с элементами фэнтези. Разработка заброшена в 2007 г., страница проекта пока существует[21].
- Magnant — коммерческая игра от Mohydine Entertainment (цена 19,99 долларов США). Имела некоторый резонанс из-за оригинального решения: игрок управлял расой красных муравьёв, а также из-за того, что имелись сборки под Linux при тогдашней острой нехватке игр под эту платформу. Включала однопользовательскую кампанию (18 уровней), 26 карт для мультиплеера, возможность игры по сети или против компьютера, 40 различных юнитов и зданий[22]. Существовала условно-бесплатная версия с ограничением по времени игры (1 час) и отключёнными сетевыми возможностями. Разработка прекращена в 2006 году, официальные ресурсы утрачены.   Подвергалась критике за возможное нарушение GPL[23].
- RoboVasion — стратегия с фантастическим футуристическим антуражем, не была доведена до пригодного к игре состояния, последние новости на сайте относятся к 2003 г.[24]
- World Domination — стратегия с сюжетом на тему Второй мировой войны, вдохновлённая настольной игрой Axis and Allies. Искусственный интеллект отсутствует, поэтому возможна только сетевая игра[25]. Разработка заброшена в 2006 году[26].